# Edvard Henke
Hans Edvard Henke, född 28 februari 1874 i Västra Alstads församling, Malmöhus län, död 7 juni 1946 i Stockholm, var en svensk industriman.
Henke, som var son till snickarmästare Anders Ohlsson och Ingrid Ohlsdotter, avlade mogenhetsexamen i Malmö 1893, blev extra kammarskrivare vid tullkammaren i Malmö 1893 och var därefter tjänsteman vid Skånska Cement AB i Malmö, Hamburg och Berlin samt kontorschef vid Elektriska AB AEG i Stockholm. Han var disponent och styrelseledamot i AB Skandinaviska Glödlampfabriken i Nyköping 1904–1906, grundade AB Stockholms Glödlampfabrik 1906, var verkställande direktör och styrelseledamot där 1906–1917 samt styrelseledamot i bland annat Asea (1911–1921), Svenska Turbinfabriks AB Ljungström (1916–1921) och AB Liljeholmens Kabelfabrik (1916–1921).
Henke grundade AB Elektraverken 1917, var verkställande direktör och styrelseledamot där 1917–1930 samt verkställande direktör och styrelseledamot i AB Osram-Elektraverken 1930–1941. Han var en av stiftarna av Sveriges elektroindustriförening 1918 (vice ordförande 1920–1944), styrelseledamot i Sveriges allmänna exportförening 1920–1944 (ordförande i ekonomiutskottet 1940–1944) och fullmäktig i Sveriges teknisk-industriella skiljedomsinstitut 1921–1944. Han var en av stiftarna av Svenska föreningen för Ljuskultur 1926 (ordförande 1926–1944) och stiftare av Föreningen för elektricitetens rationella användning (FERA) 1927 (vice ordförande 1927–1944). Han var generalkonsul för Lettland 1929–1939 och  en av stiftarna av Tekniska museet i Stockholm 1930.